# Bruna Tavares
Bruna Bonaldi Tavares,  mais conhecida como Bruna Tavares (Campinas, 5 de julho de 1986) é uma jornalista, empresária, investidora e influenciadora brasileira. Tornou-se notória ao criar o blog Pausa para Feminices em 2009 e sua linha de maquiagem em 2016.   
Bruna Tavares é personalidade atuante na esfera global de beleza figurando na lista das 500 pessoas mais influentes da América Latina. Atuou como jornalista nos principais veículos de comunicação do país (como GLOSS, Caras e UOL) e desde 2011 está envolvida com desenvolvimento de cosméticos.
Seu nome e marca já figuraram em matérias das principais revistas do Brasil e do Mundo como Vogue, Forbes, Elle, Glamour e Allure. Atualmente BT também foi citada no report global Business of Fashion como uma das marcas nacionais com maior potencial para o mercado internacional. Seu envolvimento no mundo dos negócios de beleza também incluiu consultorias e trabalhos para as marcas nacionais e internacionais mais renomadas do planeta.

## Biografia
Nasceu na cidade de Campinas, interior de São Paulo, e ainda pequena se interessou pelo universo das artes. Foi no teatro que se encantou pelo mundo da maquiagem, transformando ele em seu maior hobby. Em 2004, ingressou na faculdade de jornalismo na PUC Campinas, com o intuito de trabalhar com jornalismo cultural e foi a cultura que a levou a se interessar pelo mundo da moda. 
Atualmente, a empresária dedica-se integralmente para suas redes sociais, além de atuar fortemente junto a sua marca no estudo e desenvolvimento de produtos, que são sucesso por onde passam, usados inclusive por celebridades como Bruna Marquezine, Anitta, Juliette, Juliana Paes, Maísa, Camila Queiroz, Valesca Popozuda, Letícia Lima, Taís Araújo, Julia Petit, Agatha Moreira, Giovanna Ewbank, Sophia Abrahão e outras. 

## Carreira e Trabalho
Em 2009 criou o próprio blog, o Pausa Para Feminices, com a intenção de desenvolver um portfólio de jornalismo de moda e beleza. Contudo, foi por meio desse material on-line que Bruna acabou sendo chamada para trabalhar como jornalista da Editora Abril e assim, sua carreira decolou, passando de freelancer a editora em 2 anos de empresa. 
Com o tempo, o conteúdo de moda do blog foi sendo substituído por beleza, e em 2010, atuando como jornalista e em paralelo com o Pausa para Feminices, ela recebeu o convite da Tracta para desenvolver o próprio batom. A venda foi tão expressiva que Bruna foi convidada no ano seguinte para assinar uma coleção inteira de maquiagem, e assim nasceu a primeira coleção assinada por uma blogueira, a coleção Pausa para Feminices para T.Blogs (um ramo dentro da Tracta).
Com o passar dos anos, o Pausa para Feminices se tornou um dos mais respeitados e acessados blogs de beleza do país, ficando inclusive em primeiro lugar na lista da EXAME, responsável por indicar os blogs mais acessados de 2015. Em 2016, o blog continuou no ranking, dessa vez em segundo lugar. Ainda em 2016, ela lançou sua própria linha de maquiagem, a Linha Bruna Tavares. A badalada estreia da marca contou com a imprensa em massa e com o depoimento de suas amigas blogueiras que foram homenageadas nas cores dos batons, dentre elas a também blogueira e influenciadora Camila Coelho.
O Pinterest divulgou que ela é a blogueira brasileira com maior quantidade de compartilhamentos na rede. Já no Instagram, ela soma mais de 5 milhões de seguidores em seu perfil pessoal e no de Linha Bruna Tavares, sendo eles totalmente engajados por seu conteúdo, atualizado diariamente. A hashtag #linhabrunatavares contempla mais de meio milhão de fotos compartilhadas.
Ela já participou de diversas campanhas importantes marcas internacionais e nacionais, como O Boticário, Eudora, Nivea, SEPHORA, Maybelline, Bepantol, Natura, Mary Kay, Risqué, NARS, bareMinerals, Benefit, Kiss New York, The Beauty Box, L'Óreal, P&G e muitas outras.
Conhecida como referência quando o assunto é beleza, tanto por suas resenhas detalhadas quanto por seus famosos tutoriais no Youtube, Bruna conta com diversos vídeos com técnicas que viraram poderosas tendências no mundo da beleza e que ultrapassam a marca de 2 milhões de views respectivamente.
Em 2018, tornou-se embaixadora da marca de maquiagens norte-americana Too Faced,  no Brasil. No mesmo ano, a Linha Bruna Tavares e o batom que leva seu nome, venceram nas categorias “Melhor Marca” e “Melhor Batom” na premiação de maquiagem nacional “Melhores do Ano”, promovida pela influenciadora Juh Rodrigues. Além disso, sua marca chamou a atenção da Sephora - maior varejista de beleza do mundo - e em 2018 foi inaugurado o primeiro display em lojas com produtos desenvolvidos por uma criadora de conteúdo da internet. O sucesso foi tanto, que logo nas primeiras semanas Linha Bruna Tavares bateu seis vezes a meta e outros recordes de vendas. E até hoje, ela é a única marca nacional que conta com um display completo em todas as lojas físicas da Sephora no Brasil.
Em 2020, a Linha Bruna Tavares foi destaque nas mídias por ser a primeira marca nacional a lançar uma base com 30 tonalidades diferentes, divididas em 5 categorias e 3 subtons. Neste o no ano seguinte, Bruna foi destaque em matérias de grandes veículos nacionais e internacionais, como Forbes, revistas Glamour Brasil e Vogue, além da norte-americana Allure e muitas outras.  
Ainda em 2021, a marca de Bruna lançou a primeira coleção de maquiagens com a temática de Halloween no Brasil, chamada BT Pumpkin. E além de jornalista, influenciadora e empresária, ela passou a ser investidora anjo da Lunnare, uma empresa de autocuidado holístico com incensos e sprays energéticos, comandada pela jornalista Karla Lopes.    
Em 2022, Bruna foi reconhecida na lista da Bloomberg Linea como uma das 500 pessoas mais influentes da América Latina e ganhou o Prêmio Geração Glamour como Empreendedora de Beleza do Ano. No mesmo ano, os produtos de Linha Bruna Tavares passaram a aparecer de forma recorrente em grandes novelas e produções da Rede Globo.                        
Já em 2023, a marca protagonizou a maior ativação de beleza no Camarote Bar Brahma. Bruna tornou-se embaixadora da Koleston, da Wella Brasil, mostrando para os seus 3.2 milhões de seguidores no Instagram como cuida e tinge os cabelos sozinha em casa.  
Um dos maiores marcos na carreira de Bruna e consequentemente na história de Linha Bruna Tavares aconteceu em fevereiro de 2023, com o lançamento da primeira e icônica coleção de maquiagens com a Disney, a “Minnie Mouse por Bruna Tavares”. Com 16 produtos para diferentes etapas da rotina de beleza, essa é a primeira coleção licenciada de BT com uma empresa internacional e mundialmente conhecida. O sonho e idealização do projeto começou ainda em 2015, quando Bruna tinha 30 anos e realizou sua primeira viagem para a Disney. Contudo, o convite da Disney de fato surgiu anos depois e Bruna sempre reforçou: “Se você pode sonhar, você pode realizar”, reforçando a clássica frase de Walt Disney.            
Para fechar o primeiro semestre com o pé direito, além dos lançamentos mensais de produtos, Bruna Tavares foi além da internet e dos mais de 4000 pontos de venda (físicos e online) e investiu cerca de R＄ 4,8 milhões na abertura de sua primeira e exclusiva loja, a BT House. Mais do que uma simples loja física, a BT House segue o conceito de flagship, que promete ser focada em experiência e imersão ao consumidor, indo muito além da venda final. Localizada na Oscar Freire, um dos bairros mais luxuosos da cidade de São Paulo, o espaço com mais de 192m² e 900 produtos, é considerado um verdadeiro “parque de diversões da maquiagem”, segundo a empresária.       
O segundo semestre de 2023 foi positivo para a Linha Bruna Tavares. A marca viajou até Nova York para patrocinar a beleza do desfile da marca brasileira PatBO, comandada pela estilista e empresária mineira, Patrícia Bonaldi. BT foi a marca de maquiagem do desfile na NYFW, que é considerado o maior e mais importante evento de moda do mundo. Mais de 32 maquiadores internacionais e renomados usaram os produtos da marca em diferentes modelos. 
A marca também assinou sua segunda coleção licenciada com Minnie Mouse e a Disney, dessa vez para celebrar os 100 anos da renomada empresa, apresentando 8 glosses, 2 iluminadores multifuncionais, 1 máscara de cílios e 1 paleta de sombras. Essa parceria mostra mais uma vez o molde da marca exclusivo no mundo, com as orelhas e o clássico laço da Minnie.
Muito além da maquiagem, Bruna Tavares apresentou duas coleções de sapatos em parceria com a Piccadilly, com quatro cores brilhantes de um sapato de salto alto com tecnologia de calce, conforto e estabilidade. Em edição limitada, os pares foram vendidos no site da Piccadilly e também nas lojas físicas. 

A marca encerra o ano entrando para o universo das papelarias e lança sua primeira coleção de cadernos inspirados nas cores e em alguns detalhes da flagship BT House, em parceria com o Caderno Inteligente. A coleção conta com três tamanhos de cadernos com duas capas diferentes, além de um estojo nécessaire minimalista. E pelo segundo ano consecutivo, Bruna Tavares foi indicada pela Bloomberg Linea como uma das 500 pessoas mais influentes da América Latina. 
O 2024 começou cheio de novidades para BT, que lançou sua terceira coleção licenciada com a Disney, sendo sua primeira com um filme de Hollywood, “Wish - O Poder dos Desejos”, com 9 produtos com cores e elementos inspirados nos detalhes dos personagens e na fotografia da animação.
A marca da empresária começa o início do segundo trimestre do ano como uma das patrocinadoras do Chilli MOB Cruise, o badalado cruzeiro da maior marca de óculos da América Latina, a Chilli Beans, comandada pelo empresário Caito Maia. Durante três dias de festa e muita diversão, os convidados a bordo puderam conferir duas ativações exclusivas de BT, um espaço de beleza com várias penteadeiras e maquiadores da marca e uma máquina de pegar brindes.
No mesmo período, Bruna Tavares anunciou o lançamento de uma exclusiva plataforma com a Fundação Dorina Nowill. Elaborada por IA, a plataforma “ColorFeel” é adaptada às pessoas de baixa ou nenhuma visão, guiando-as para a escolha de produtos de maquiagem da marca por meio da descrição detalhada de cada um deles. 
Na metade do ano de 2024, a empresária deu um importante passo no crescimento da marca que leva seu nome: a fusão inédita de uma marca nacional com um grupo internacional. Bruna Tavares se torna parceira da empresa norte-americana Kiss New York, que passa a ser investidora e distribuidora exclusiva da linha no país. Bruna segue sendo CEO e dona de BT, assim como Diretora Executiva e Criativa. A novidade mostra mais um passo de BT rumo à expansão internacional da marca.
Além disso, foi anunciada a maior coleção de BT até o momento, em parceria inédita com a Hello Kitty. A fim de celebrar os 50 anos da icônica personagem japonesa, Bruna apresenta 19 produtos multifuncionais com uma embalagem com design exclusivo desenvolvida pela Sanrio para BT, trazendo o molde da tampa personalizado com o rosto da Hello Kitty em relevo e acabamento fosco. A coleção foi sugerida por Nina, filha de Bruna, revelando o primeiro projeto criativo idealizado e desenvolvido por mãe e filha. 

No último trimestre de 2024, BT retorna 100% com seus produtos ao mercado de beleza nacional, agora com cartuchos atualizados e algumas embalagens renovadas, seguindo assim a nova e mais moderna linguagem visual da marca.  

## Linha Bruna Tavares
Bruna já assinava uma coleção com a T.Blogs, Pausa Para Feminices, desde 2014, mas foi em 2016 que nasceu a sua própria marca de maquiagem, a Linha Bruna Tavares. Inicialmente, a marca levava também o nome da Tracta, mas atualmente atua no mercado independente da mesma. As três, tanto T.Blogs, Tracta e Bruna Tavares fazem parte do grupo Farmaervas e são separadas uma da outra. Bruna assina apenas a que leva o seu nome e a coleção Pausa Para Feminices dentro da T.Blogs.
Os batons da Linha Bruna Tavares são todos desenvolvidos pela Bruna e levam nomes de mulheres que fazem parte de sua vida, e ela está sempre buscando homenagear também suas fãs mais leais. Outros produtos levam nomes em inglês para facilitar sua entrada no mercado internacional.
Em 2018, a Linha Bruna Tavares integrou o catálogo da Sephora . O lançamento contou com um evento aberto ao público na Senhora do Shopping Eldorado, em São Paulo, e na ocasião houve recorde de vendas de seus produtos, além da presença de diversas digital influencers e celebridades como Giovanna Lancellotti e Thaís Fersoza.  No mesmo ano, a marca e o Batom Bruna venceram nas categorias Melhor Marca e Melhor Batom do ano na premiação Melhores do Ano promovida pela influenciar Juh Rodrigues.
Em 2019, foi lançada dentro da marca a sua primeira coleção, intitulada Sunflower e inspirada nos girassóis, contando com quatro batons líquidos e a primeira paleta de sombras da linha. No mesmo ano foram lançadas mais duas coleções: BT Melrose, inspirada pela Melrose Avenue, na California, contando com produtos de maquiagem que tem como função iluminar a pele; e também a coleção Red Rose, a segunda baseada em uma flor, dessa vez as rosas, e seguindo o mesmo critério da Sunflower, com batons e paleta de sombras.
Em outubro de 2020, Bruna lançou uma grandiosa campanha para apresentar suas bases da Linha Bruna Tavares, chamadas de BT Skin. O catálogo conta com 30 tons, conseguindo atender variadas cores de pele. A diversidade virou assunto por toda internet, uma vez que foi a primeira marca a lançar tantas cores de base de uma só vez. Para garantir a variedade e qualidade dos produtos em tons mais escuros, Bruna contou com a consultoria de profissionais da beleza especialistas em pele negra, como Tassio Santos, Dani Damatta e outros No primeiro dia de vendas, o site da Sephora chegou a ficar sobrecarregado com a enorme procura. Para ajudar os clientes, também foi lançado um portal onde é possível realizar um quizz para saber qual é a sua cor ideal da BT Skin. 

## Sereismo
Em 2016, a moda das sereias estourou no Brasil e Bruna ficou conhecida como uma de suas precursoras devido ao seu blog Sereismo, criado em 2013 . É ela quem leva os créditos por ter inventado o termo que tomou conta da mídia ao abordarem o tema. 
Inicialmente, o blog Sereismo havia sido feito apenas para Bruna falar sobre um de seus assuntos preferidos: as sereias, sem pretensão alguma de fama ou criar uma moda. Entretanto, o público foi ficando cada vez mais curioso e, inevitavelmente, o blog cresceu e se tornou uma marca. Atualmente, Bruna possui a patente do termo. Com ele, já lançou diversas coleções em lojas virtuais, incluindo esmaltes com a Penélope Luz, camisetas com a Lolja, acessórios com a Francisca Joias e também de maquiagem com a T.Blogs. Além disso, a tendência das sereias também fez com que Bruna desse diversas entrevistas para veículos como a Capricho, a Veja, a ESPN, entre outros jornais, revistas e portais.
As redes sociais do Sereismo, Facebook e Instagram, são as maiores sobre o tema no país e se tornou referência dentro desse universo de sereias.

## Campanhas Importantes
Em 2015, estampou a campanha Fascínio Vintage no catálogo da marca Eudora.
Em 2016, lançou sua primeira coleção de esmaltes em parceria com a Studio 35. A parceria bem sucedida continua com mais duas coleções lançadas posteriormente em 2016 e 2017.
Em 2016, estampou a campanha Faz Olhão da Quem disse, Berenice?, a primeira campanha do grupo O Boticário ao lado de uma digital influencer.
Em 2016, lançou sua primeira coleção de capinhas de celular junto com a GoCase, a coleção #PausaParaSelfie, voltada para o público de beleza e sereismos.
Em 2017, lançou a coleção Riviera Francesa by Bruna Tavares em parceria com a Jequiti. 
Em 2018, lançou uma coleção de camisetas com temática de maquiagem com a marca Lolja. 
Em 2018, lançou uma coleção de unhas postiças com a Kiss NY. Foi a primeira vez que a marca fez uma parceria do tipo com uma digital influencer. O evento de lançamento ocorreu no dia 9 de setembro durante a Beauty Fair, em São Paulo, e reuniu centenas de fãs. 
Em 2019, se tornou a primeira blogueira de beleza a fazer uma parceria com uma marca de chocolates, a Cacau Show. Foi lançada uma edição especial de chocolates trufados para o carnaval, no qual vinha de brinde glitters e um panfleto com dicas de maquiagem estampado com imagens de Bruna. A campanha de divulgação foi produzida por Kaleo Gradilone, o mesmo profissional que trabalhou com Bruna na campanha para a Kiss NY.
Em 2023, inaugura a primeira loja física no modelo flagship localizado na R. Oscar Freire 1107 - Jardim Paulista - São Paulo SP, entre as marcas de luxo na capital paulista.
Em 2023, a marca lançou exclusivas coleções de maquiagem licenciadas com Minnie Mouse e Disney. E uma coleção de roupas em parceria com a Disney e a C&A
Em 2024, BT retoma a parceria com a Disney, dessa vez para apresentar a coleção Wish por Bruna Tavares, a primeira coleção da marca com um filme de Hollywood.
Em 2024, Bruna anuncia a fusão da marca com o Grupo Internacional Kiss New York durante sua participação na Beauty Fair.
Em 2024, Bruna Tavares anuncia o lançamento da maior coleção da marca até o momento, em celebração aos 50 anos de Hello Kitty, com 19 produtos.

## Prêmios
| Ano  | Prêmio |
| 2015 | Blog Pausa Para Feminices: Blog mais acessado do ano - Revista Exame                                                         |
| 2016 | Blog Pausa Para Feminices: Blog mais acessado do ano (2º lugar) - Revista Exame                                              |
| 2016 | Blog Pausa Para Feminices: Prêmio Influenciadores Digitais em Beleza - Portal da Comunicação                                 |
| 2016 | Linha Bruna Tavares: Melhor Batom Tendência cor Hermione - Revista Cosmopolitan                                              |
| 2017 | Blog Pausa Para Feminices: Prêmio Influenciadores Digitais em Beleza - Portal da Comunicação                                 |
| 2018 | Linha Bruna Tavares: Melhores do Ano como Melhor Marca                                                                       |
| 2018 | Linha Bruna Tavares: Melhores do Ano como Melhor Batom                                                                       |
| 2022 | Bruna Tavares: ANCEC - Referência Digital                                                                                    |
| 2022 | Bruna Tavares: Bloomberg Línea - Os 500 mais influentes da América Latina                                                    |
| 2022 | Bruna Tavares: Empreendedora de Beleza do Ano - Prêmio Geração Glamour                                                       |
| 2022 | Linha Bruna Tavares: Melhores Produtos do Ano em Maquiagem (em 2 de 6 subcategorias) - Prêmio Glamour de Beleza              |
| 2023 | Bruna Tavares: Empreendedora - Prêmio Mulheres no E-commerce                                                                 |
| 2023 | Linha Bruna Tavares: Melhores Produtos do Ano em Maquiagem (em 5 de 6 subcategorias) - Prêmio Glamour de Beleza              |
| 2023 | Bruna Tavares: Personalidade Feminina - International Business Institute                                                     |
| 2023 | Linha Bruna Tavares: Embalagem Vencedora - 30º Prêmio Anual de Embalagem Brasileira da Revista EMBANEWS                      |
| 2023 | Bruna Tavares: Prêmio Liderança Feminina 2023                                                                                |
| 2023 | Bruna Tavares: Top 20 melhores do Brasil em Beleza - iBest 20+                                                               |
| 2023 | Bruna Tavares: Bloomberg Línea - Os 500 mais influentes da América Latina (Segundo ano consecutivo)                          |
| 2024 | Linha Bruna Tavares: Melhores Escolhas de Wellness 2024, na categoria Melhores Produtos para Autocuidado de 2024 - Boa Forma |
| 2024 | Bloomberg Línea - Os 500 mais influentes da América Latina (Terceiro ano consecutivo)                                        |

## Mídia
- 2020 - Glamour Brasil: Super tecnológica, a primeira base de Bruna Tavares alia make e skincare
- 2020 - Vogue Brasil: Influenciadora e fundadora de uma marca de cosméticos lança linha de base com 30 cores
- 2020 - Harper’s Bazaar: MAKE BAZAAR: BASE COM PROPRIEDADES DE SKINCARE TEM COBERTURA LEVE E EFEITO NATURAL
- 2020 - Forbes: Como a jornalista Bruna Tavares criou uma marca de beleza que fatura milhões por ano
- 2021 - Vogue Brasil: Por que as influenciadoras estão investindo em marcas próprias de beleza?
- 2021 - Elle Brasil: ELAS SÃO AS DONAS DOS MAIORES IMPÉRIOS DE BELEZA DO MUNDO
- 2021 - Business of Fashion: New Wave of Brazilian Beauty Brands Go Global
- 2021 - Dia de Beauté: A trajetória de sucesso e os próximos passos de Bruna Tavares
- 2021 - Boni Club: Bruna Tavares e seu império da beleza
- 2021 - Glamour Brasil: Influenciadoras e empresárias: por dentro das marcas de beauté de Bruna Tavares, Bianca Andrade e Camila Coutinho
- 2021 - Forbes: Além dos recebidos: como 8 influenciadoras exploraram as redes para criar o próprio negócio
- 2021 - Box Magenta: 8 lições que aprendemos com Bruna Tavares
- 2021 - Allure: 4 Brazilian Beauty Brands That Should Be on Your Radar
- 2021 - Vogue Brasil: Como influenciadoras brasileiras estão mudando o mercado de beleza nacional com as suas marcas próprias
- 2021 - Glamurama: B-beauty: marcas de beleza brasileiras com proposta ‘clean’, cultura influenciadora e forte apelo ao nacional chamam a atenção no exterior
- 2021 - Elas que Lutem: 5 lições de Bruna Tavares para vencer no mundo do empreendedorismo
- 2022 - Capricho: 7 empreendedoras que mudaram e estão mudando a indústria da beleza
- 2022 - G1: Com investimento anjo da influencer Bruna Tavares, empresa de autocuidado cresce e se destaca
- 2022 - Glamour Brasil: Bruna Tavares fala sobre empreendedorismo na beleza e o sonho de expandir a marca para fora do Brasil
- 2022 - In-Cosmetics: How Brazilian journalist & influencer Bruna Tavares created a brand with her own name that makes millions a year
- 2022 - In-Cosmetics (Brasil): De jornalista a influenciadora: como Bruna Tavares virou uma estrela do mercado de beleza no Brasil
- 2022 - Glamour Brasil: Quem é Bruna Tavares, vencedora do prêmio de Empreendedora de Beleza do Ano no Geração Glamour 2022
- 2022 - Bloomberg Línea: As 500 pessoas mais influentes da América Latina
- 2022 - Histórias da Beleza: Mulheres Inspiradoras: os reflexos de Bruna Tavares
- 2022 - Histórias da Beleza: Melhores do Ano - Blush
- 2023 - Yahoo: Empresária da beleza, Bruna Tavares vai inaugurar loja em São Paulo
- 2023 - WGSN: Ones to Watch - Brazil Beauty Room
- 2023 - Marie Claire: Bruna Tavares - “Minha atenção está voltada para onde o mercado falha
- 2023 - Exame: Dia do Jornalista: CEOs listam por quais profissionais são inspiradas no jornalismo
- 2023 - Mercado & Consumo: Lu, do Magalu, vai lançar linha de cosméticos com Bruna Tavares
- 2023 - Glamour Brasil: Bruna Tavares e Mari Maria preparam coleção que será lançada fora do Brasil
- 2023 - Forbes: Bruna Tavares investe R$4,8 milhões em primeira loja física
- 2023 - Dia a dia notícia: Bruna Tavares investe R$4,8 milhões em primeira loja física
- 2023 - Vogue: Bruna Tavares inaugura sua primeira loja física, a BT House, com investimento de R$4,8 milhões
- 2023 - Exame: Bruna Tavares inaugura sua primeira loja física em São Paulo e mira R$200 milhões de faturamento
- 2023 - Meio & Mensagem: Parque de diversões da beleza: os planos de Bruna Tavares para a BT House
- 2023 - Pequenas Empresas & Grandes Negócios: Bruna Tavares investe R$4,8 milhões para abrir primeira loja física em São Paulo
- 2023 - Propmark: Com investimento de R$4,8 milhões, Bruna Tavares apresenta a BT House
- 2023 - iG Delas: Bruna Tavares inaugura primeira loja física em São Paulo
- 2023 - Fashion Network: Com investimento de R$4,8 milhões, Bruna Tavares inaugura primeira loja em São Paulo
- 2023 - Márcia Travessoni: BT House: Bruna Tavares inaugura primeira loja física: saiba tudo sobre a flaghship
- 2023 - Bahia Social VIP: Bruna Tavares inaugura a BT House, sua primeira loja física, com investimento de R$4,8 milhões
- 2023 - Claudia: Bruna Tavares inaugura loja milionária em São Paulo
- 2023 - Capricho: Um tour pela BT House, primeira loja física da marca de beleza da Bruna Tavares
- 2023 - Mercado & Consumo: Bruna Tavares ganha primeira loja física na Oscar Freire, em São Paulo
- 2023 - Lorena: BT House: Primeira loja física de Bruna Tavares é inaugurada em São Paulo
- 2023 - In Magazine: BT House: Bruna Tavares inaugura primeira loja física
- 2023 - Alô alô Bahia: BT House: Com investimento de 4,8 milhões, Bruna Tavares inaugura primeira loja física
- 2023 - Terra: Empresária investe R$4,8 milhões e cria “parque de diversão das maquiagens” em SP
- 2023 - Anota Bahia: Circuito SP - Conheça a nova loja de Bruna Tavares, na Oscar Freire
- 2023: Bloomberg Línea: Além do digital: por que esta influencer decidiu abrir uma loja nos Jardins
- 2023: FFW: FFW Insider entrevista a empresária da beleza Bruna Tavares
- 2023: Meio&Mensagem: Bruna Tavares: “Os influenciadores tendem a se tornar marcas”
- 2023: Bloomberg Linea: Bruna Tavares

- 2024: Glamour Brasil: Bruna Tavares lança aplicativo para pessoas com baixa ou nenhuma visão encontrarem o tom perfeito de blush, sombra e batom

- 2024: Meio&Mensagem: Bruna Tavares: O futuro da marca após a fusão com a Kiss New York

- 2024: Glamour Brasil: Bruna Tavares lança coleção inédita com a Hello Kitty

- 2024: Marie Claire: Maquiagem da Hello Kitty: Bruna Tavares anuncia coleção exclusiva em homenagem aos 50 anos da personagem

- 2024: Harper’s Bazaar: BRUNA TAVARES ANUNCIA FUSÃO COM A KISS NEW YORK: “TEMOS O MESMO INTERESSE”

- 2024: Vogue Brasil: Bruna Tavares deixa a Farmamake e se une a grupo de beleza internacional para expansão

- 2024: Glamour Brasil: Bruna Tavares fala sobre fusão internacional com grupo de beleza: "Sigo liderando a marca"

- 2024: Bloomberg Linea: Bruna Tavares